# Deutsche Leichtathletik-Meisterschaften 2008/Resultate
Der Hauptteil der Wettbewerbe bei den 108. Deutschen Leichtathletik-Meisterschaften wurde am 5. und 6. Juli 2008 im Nürnberger Easycredit-Stadion ausgetragen.
In der hier vorliegenden Auflistung werden die in den verschiedenen Wettbewerben jeweils ersten acht platzierten Leichtathletinnen und Leichtathleten aufgeführt. Eine Übersicht mit den Medaillengewinnerinnen und -gewinnern sowie einigen Anmerkungen zu den Meisterschaften findet sich unter dem Link Deutsche Leichtathletik-Meisterschaften 2008.
Wie immer gab es zahlreiche Disziplinen, die zu anderen Terminen an anderen Orten stattfanden – in den folgenden Übersichten jeweils konkret benannt.
Hier die ausführlichen Ergebnislisten der Meisterschaften 2008:

## Meisterschaftsresultate Männer

### 100 m
| Platz | Athlet, Verein                                         | Zeit (s) |
| ----- | ------------------------------------------------------ | -------- |
| 1     | Tobias Unger (LAZ Salamander Kornwestheim-Ludwigsburg) | 10,20    |
| 2     | Stefan Schwab (TSV Schwarzenbek)                       | 10,29    |
| 3     | Martin Keller (LAC Erdgas Chemnitz)                    | 10,32    |
| 4     | Alexander Kosenkow (TV Wattenscheid 01)                | 10,33    |
| 4     | Ronny Ostwald (TV Wattenscheid 01)                     | 10,33    |
| 6     | Marius Broening (LAV Asics Tübingen)                   | 10,38    |
| 7     | Rasgawa Pinnock (LG ASV/DSHS Köln)                     | 10,61    |
| 8     | Aleixo Platini Menga (TSV Bayer 04 Leverkusen)         | 10,62    |

Datum: 5. Juli
Wind: −0,2 m/s

### 200 m
| Platz | Athlet, Verein                                 | Zeit (s) |
| ----- | ---------------------------------------------- | -------- |
| 1     | Daniel Schnelting (LAZ Rhede)                  | 20,54    |
| 2     | Alexander Kosenkow (TV Wattenscheid 01)        | 20,59    |
| 3     | Aleixo Platini Menga (TSV Bayer 04 Leverkusen) | 20,70    |
| 4     | Till Helmke (TSV Friedberg-Fauerbach)          | 20,87    |
| 5     | Sebastian Steffen (Greifswalder SV 04)         | 20,89    |
| 6     | Sebastian Ernst (TV Wattenscheid 01)           | 21,05    |
| 7     | Stefan Kuhlee (LG Eintracht Frankfurt)         | 21,09    |
| 8     | Nils Müller (TSV Friedberg-Fauerbach)          | 21,34    |

Datum: 6. Juli
Wind: ±0,0 m/s

### 400 m
| Platz | Athlet, Verein                                  | Zeit (s) |
| ----- | ----------------------------------------------- | -------- |
| 1     | Simon Kirch (SV Schlau.com Saar 05 Saarbrücken) | 45,57    |
| 2     | Bastian Swillims (TV Wattenscheid 01)           | 45,71    |
| 3     | Ruwen Faller (SC Magdeburg)                     | 46,05    |
| 4     | Florian Seitz (SCC Berlin)                      | 46,13    |
| 5     | Falco Lausecker (LG Eintracht Frankfurt)        | 46,23    |
| 6     | Tilo Ruch (LG Eintracht Frankfurt)              | 46,25    |
| 6     | Kamghe Gaba (LG Eintracht Frankfurt)            | 46,25    |
| 8     | Thomas Schneider (SC Potsdam)                   | 47,09    |

Datum: 6. Juli

### 800 m
| Platz | Athlet, Verein                            | Zeit (min) |
| ----- | ----------------------------------------- | ---------- |
| 1     | Robin Schembera (TSV Bayer 04 Leverkusen) | 1:51,47    |
| 2     | René Herms (LG Braunschweig)              | 1:51,65    |
| 3     | Sören Ludolph (LG Braunschweig)           | 1:52,12    |
| 4     | Alexander Hudak (LG Nord Berlin)          | 1:52,31    |
| 5     | Nils Schumann (Erfurter LAC)              | 1:52,22    |
| 6     | Andreas Kuhlen (LG Braunschweig)          | 1:53,04    |
| 7     | Simon Huckestein (SG Wenden)              | 1:53,20    |
| 8     | Christian Atz (LG Neckar Enz)             | 1:53,72    |

Datum: 6. Juli

### 1500 m
| Platz | Athlet, Verein                                 | Zeit (min) |
| ----- | ---------------------------------------------- | ---------- |
| 1     | Stefan Eberhardt (TH Laufclub Erfurt)          | 3:41,54    |
| 2     | Wolfram Müller (LG asics Pirna)                | 3:41,63    |
| 3     | Christian Hengmith (TUSEM Essen)               | 3:43,46    |
| 4     | Christian Klein (LC asics Rehlingen)           | 3:43,95    |
| 5     | Christoph Lohse (TV Wattenscheid 01)           | 3:44,17    |
| 6     | Thorben Grothaus (TV Wattenscheid 01)          | 3:45,42    |
| 7     | Jonas Hamm (LG Braunschweig)                   | 3:46,16    |
| 8     | Ricardo Filipe Giehl (TSV Bayer 04 Leverkusen) | 3:46,88    |

Datum: 6. Juli

### 5000 m
| Platz | Athlet, Verein                                   | Zeit (min) |
| ----- | ------------------------------------------------ | ---------- |
| 1     | Arne Gabius (LAV Asics Tübingen)                 | 14:08,40   |
| 2     | Zelalem Martel (LG Neckar-Enz)                   | 14:08,59   |
| 3     | Marc-André Kowalinski (Post-Sport Telekom Trier) | 14:10,72   |
| 4     | Christian Stanger (LG Leinfelden-Echterdingen)   | 14:10,75   |
| 5     | Raphael Schäfer (LC asics Rehlingen)             | 14:13,14   |
| 6     | Sebastian Hallmann (LG Stadtwerke München)       | 14:14,59   |
| 7     | Christian Glatting (TV Wattenscheid 01)          | 14:16,49   |
| 8     | Philipp Pflieger (LG Telis Finanz Regensburg)    | 14:18,16   |

Datum: 6. Juli

### 10.000 m
| Platz | Athlet, Verein                              | Zeit (min) |
| ----- | ------------------------------------------- | ---------- |
| 1     | Sebastian Hallmann (LG Stadtwerke München)  | 29:24,13   |
| 2     | Raphael Schäfer (LC asics Rehlingen)        | 29:25,82   |
| 3     | Stephan Hohl (TV Huchenfeld)                | 29:43,82   |
| 4     | Michael May (TSV Bayer 04 Leverkusen)       | 30:17,61   |
| 5     | Lars Haferkamp (TV Refrath)                 | 30:26,78   |
| 6     | Sören Lindner (SG TSV Kronshagen/Kieler TB) | 30:26,78   |
| 7     | Markus Meißgeier (LG Hof)                   | 30:39,22   |
| 8     | Markus Weiß-Latzko (LAV Asics Tübingen)     | 30:57,53   |

Datum: 3. Mai
fand in Menden statt
Der eigentlich Erstplatzierte Zelalem Martel (29:19,28 min) war nur für die Juniorenkategorie gemeldet und konnte somit nur dort gewertet werden.

### 10-km-Straßenlauf
| Platz | Athlet, Verein                                | Zeit (min) |
| ----- | --------------------------------------------- | ---------- |
| 1     | Falk Cierpinski (SG Spergau)                  | 29:14      |
| 2     | Steffen Uliczka (SG TSV Kronshagen/Kieler TB) | 29:17      |
| 3     | Alexander Lubina (TV Wattenscheid 01)         | 29:19      |
| 4     | Zelalem Martel (LG Neckar-Enz)                | 29:22      |
| 5     | Raphael Schäfer (LC asics Rehlingen)          | 29:23      |
| 6     | Stefan Koch (TV Wattenscheid 01)              | 29:33      |
| 7     | Lennart Sponar (Berliner SV 1892)             | 29:40      |
| 8     | Christian Seiler (TH Laufclub Erfurt)         | 29:42      |

Datum: 13. September
fand in Karlsruhe statt

### 10-km-Straßenlauf, Mannschaftswertung
| Platz | Verein, Besetzung                                                            | Zeit (h) |
| ----- | ---------------------------------------------------------------------------- | -------- |
| 1     | TV Wattenscheid 01 (Alexander Lubina, Stefan Koch, Manuel Meyer)             | 1:29:04  |
| 2     | SG Spergau (Falk Cierpinski, Benjamin Lindner, Michael Müller)               | 1:31:46  |
| 3     | SC DHfK Leipzig (Jakob Stiller, Sven Weyer, Vincent Hoyer)                   | 1:32:24  |
| 4     | SG TSV Kronshagen/Kieler TB (Steffen Uliczka, Sören Lindner, Volker Goineau) | 1:32:30  |
| 5     | LG Passau (Richard Friedrich, Sebastian Weichelt, Stefan Paternoster)        | 1:32:31  |
| 6     | TH Laufclub Erfurt (Christian Seiler, Christian Biele, Arne Leipziger)       | 1:32:54  |
| 7     | LAV Asics Tübingen (Markus Weiß-Latzko, Dr. Eduard Scherer, Raphael Arnold)  | 1:32:56  |
| 8     | LG Telis Finanz Regensburg (Dennis Pyka, Philipp Pflieger, David Lorbacher)  | 1:33:34  |

Datum: 13. September
fand in Karlsruhe statt

### Halbmarathon
| Platz | Athlet, Verein                               | Zeit (h) |
| ----- | -------------------------------------------- | -------- |
| 1     | Martin Beckmann (LG Leinfelden-Echterdingen) | 1:06:08  |
| 2     | Florian Neuschwander (LG Stadtwerke München) | 1:06:37  |
| 3     | Lennart Sponar (Berliner SV 1892)            | 1:06:41  |
| 4     | Christian Seiler (TH Laufclub Erfurt)        | 1:07:31  |
| 5     | Timo Zeiler (TSV Trochtelfingen)             | 1:07:34  |
| 6     | André Green (LG Stadtwerke München)          | 1:07:40  |
| 7     | Erik Haß (SV Vorwärts Zwickau)               | 1:07:42  |
| 8     | Philipp Nawrocki (Aachener TG)               | 1:07:48  |

Datum: 6. April
fand in Calw statt

### Halbmarathon, Mannschaftswertung
| Platz | Verein, Besetzung                                                           | Zeit (h) |
| ----- | --------------------------------------------------------------------------- | -------- |
| 1     | LG Stadtwerke München (Florian Neuschwander, André Green, Matthias Ewender) | 3:24:28  |
| 2     | LG Passau (Richard Friedrich, Christian Dirscherl, Raphael Viellehner)      | 3:27:15  |
| 3     | TH Laufclub Erfurt (Christian Seiler, Markus Koch, Arne Leipziger)          | 3:27:30  |
| 4     | LG Passau (Sebastian Weichelt, Stefan Paternoster, Martin Friedrich)        | 3:29:25  |
| 5     | Aachener TG (Philipp Nawrocki, Andreas Gerrits, Stefan Schnorr)             | 3:29:26  |
| 6     | PSV Grün-Weiß Kassel (Jörn Harland, Markus Jahn, Julian Flügel)             | 3:30:05  |
| 7     | TSV Ostheim v. d. Rhön (Manuel Stöckert, René Stöckert, Wolfgang Müller)    | 3:32:34  |
| 8     | TSG Heilbronn (Jonathan Post, Gerold Zipse, Matthias Reischle)              | 3:34:31  |

Datum: 6. April
fand in Calw statt

### Marathon
| Platz | Athlet, Verein                               | Zeit (h) |
| ----- | -------------------------------------------- | -------- |
| 1     | Martin Beckmann (LG Leinfelden-Echterdingen) | 2:18:28  |
| 2     | Dennis Pyka (LG Telis Finanz Regensburg)     | 2:22:01  |
| 3     | Tobias Sauter (TSV Eltingen/Leonberg)        | 2:22:41  |
| 4     | Florian Neuschwander (LG Stadtwerke München) | 2:23:06  |
| 5     | Stefan Groß (Post-Sport-Telekom Trier)       | 2:23:40  |
| 6     | Erik Haß (SV Vorwärts Zwickau)               | 2:25:05  |
| 7     | Philipp Ratz (TSV Friedberg-Fauerbach)       | 2:26:45  |
| 8     | Peter Rodewal (USV Jena/Porstendorf)         | 2:27:38  |

Datum: 4. Mai
fand im Rahmen des Gutenberg-Marathons in Mainz statt

### Marathon, Mannschaftswertung
| Platz | Verein, Besetzung                                                            | Zeit (h) |
| ----- | ---------------------------------------------------------------------------- | -------- |
| 1     | LG Stadtwerke München (Florian Neuschwander, André Green, Norman Feiler)     | 7:28:37  |
| 2     | TSV Friedberg-Fauerbach (Philipp Ratz, Benedikt Heil, Marco Diehl)           | 7:28:51  |
| 3     | LAV Asics Tübingen (Dr. Matthias Koch, Christian Wolf, Klaus Vetter)         | 7:55:44  |
| 4     | VfB Fallersleben (Rolf Schwabe, Jens Köhler, Guido Deutsch)                  | 7:57:16  |
| 5     | Spiridon Frankfurt (Heiko Ludewig, Rainer Knorpp, Ole Nückel)                | 7:59:27  |
| 6     | SSG Königswinter (Norbert Müller, Frank Apfelbaum, Karl-Heinz von Lovenberg) | 8:02:54  |
| 7     | TuS Deuz (Andreas Rottler, Dietmar Bier, Oskar Braumann)                     | 8:08:45  |
| 8     | Post-Sport Telekom-Trier (Stefan Groß, Matthias Kraft, Stefan Brockfeld)     | 8:09:19  |

Datum: 4. Mai
fand im Rahmen des Gutenberg-Marathons in Mainz statt

### 100-km-Straßenlauf
| Platz | Athlet, Verein                                   | Zeit (h) |
| ----- | ------------------------------------------------ | -------- |
| 1     | Michael Sommer (Eichenkreuz Schwaikheim)         | 6:56:17  |
| 2     | Thomas König (SuL Lößnitz)                       | 7:02:46  |
| 3     | Helmut Dehaut (VT Zweibrücken)                   | 7:10:32  |
| 4     | Jörg Hooß (LTF Marpingen)                        | 7:15:05  |
| 5     | Rainer Wilfried Koch (Laufgemeinschaft Würzburg) | 7:18:58  |
| 6     | Stefan Hinze (SSC Hanau-Rodenbach)               | 7:27:10  |
| 7     | Sven Kersten (LTC Berlin)                        | 7:28:53  |
| 8     | Matthias Dippacher (TV Jahn Kempten)             | 7:29:23  |

Datum: 5. April
fand in Kienbaum statt

### 100-km-Straßenlauf, Mannschaftswertung
| Platz | Verein, Besetzung                                                        | Zeit (h) |
| ----- | ------------------------------------------------------------------------ | -------- |
| 1     | TV Jahn Kempten (Matthias Dippacher, Dr. Thomas Miksch, Gerald Blumrich) | 23:54:03 |
| 2     | SG Neukirchen-Hülchrath (Ralf Weis, Dr. Stefan Weigelt, Thomas Mirz)     | 25:00:03 |
| 3     | LTF Marpingen (Jörg Hooß, Gernot Helferich, Peter Wagner)                | 25:20:42 |
| 4     | Eichenkreuz Schwaikheim (Michael Sommer, Jochen Höschele, Armin Härle)   | 25:21:06 |
| 5     | TSV Kusterdingen (Ralf Steißlinger, Andreas Baier, Steffen Hüttner)      | 25:33:08 |
| 6     | SSC Hanau-Rodenbach (Stefan Hinze, Gerald Dudacy, Franz Häusler)         | 26:08:12 |
| 7     | LG Nord Berlin (Axel Rymarcewicz, Volker Düring, Jörg Stutzke)           | 27:54:22 |
| 8     | TV Jahn Kempten (Norbert Grotz, Ulrich Guranti, Christoph Marschall)     | 28:51:52 |

Datum: 5. April
fand in Kienbaum statt

### 110 m Hürden
| Platz | Athlet, Verein                        | Zeit (s) |
| ----- | ------------------------------------- | -------- |
| 1     | Thomas Blaschek (LAZ Leipzig)         | 13,52    |
| 2     | Alexander John (LAZ Leipzig)          | 13,53    |
| 3     | Willi Mathiszik (LAZ Leipzig)         | 13,63    |
| 4     | Falk Balzer (RBA Chemnitz)            | 13,75    |
| 5     | David Filipowski (TV Wattenscheid 01) | 13,76    |
| 6     | Helge Schwarzer (Hamburger SV)        | 13,82    |
| 7     | Martin Hoffmann (LG ASV/DSHS Köln)    | 14,01    |
| DSQ   | Matthias Bühler (LG Offenburg)        |          |

Datum: 5. Juli
Wind: +0,2 m/s

### 400 m Hürden
| Platz | Athlet, Verein                              | Zeit (s) |
| ----- | ------------------------------------------- | -------- |
| 1     | Lars Birger Hense (TSV Friedberg-Fauerbach) | 50,81    |
| 2     | Thomas Goller (TV Wattenscheid 01)          | 51,64    |
| 3     | Philipp Bastians (TV Wattenscheid 01)       | 51,79    |
| 4     | Hannes Scharpf (VfL Sindelfingen)           | 51,91    |
| 5     | Lukas Bierschenk (USC Mainz)                | 52,37    |
| 6     | Daniel Wienands (TSV Kirchlinde)            | 52,70    |
| DNF   | Christian Duma (LG Eintracht Frankfurt)     |          |
| DSQ   | Adrian Schürmann (LG Porta Westfalica)      |          |

Datum: 6. Juli

### 3000 m Hindernis
| Platz | Athlet, Verein                                | Zeit (min) |
| ----- | --------------------------------------------- | ---------- |
| 1     | Steffen Uliczka (SG TSV Kronshagen/Kieler TB) | 8:46,69    |
| 2     | Norbert Löwa (LG Nord Berlin)                 | 8:52,39    |
| 3     | Martin Allgeyer (LSG Aalen)                   | 8:58,81    |
| 4     | Marc Pähler (LAC Erdgas Chemnitz)             | 9:00,89    |
| 5     | Hannes Liebach (LAC Cottbus)                  | 9:07,04    |
| 6     | Jan Förster (TV 1893 Rheinau)                 | 9:12,27    |
| 7     | Arne Leipziger (TH Laufclub Erfurt)           | 9:16,61    |
| 8     | Torsten Grube (LAZ Leipzig)                   | 9:20,75    |

Datum: 5. Juli

### 4 × 100 m Staffel
| Platz | Verein, Besetzung                                                                                              | Zeit (s) |
| ----- | --- | -------- |
| 1     | TV Wattenscheid 01 (Jan-Christopher Schulte, Julian Reus, Sebastian Ernst, Ronny Ostwald)                      | 39,22    |
| 2     | TV Gladbeck (Florian Lamers, Matthias Bos, Kevin Sellke, Sebastian Fricke)                                     | 39,73    |
| 3     | TSV Friedberg-Fauerbach (Michael Weber, Till Helmke, Nils Müller, Sebastian Schäfer)                           | 39,79    |
| 4     | LAC Quelle Fürth/München (Lasse Zunker, Christian Blum, Korbinian Greding, Maximilian Panthen)                 | 40,24    |
| 5     | LAZ Salamander Kornwestheim-Ludwigsburg I (Martin Obenland, David Schahbasian, Patrick Sihler, Florian Gamper) | 40,33    |
| 6     | SCC Berlin (George Petzoldt, Robert Thier, Raschid Semghoun, Sven Buggel)                                      | 40,59    |
| 7     | LAZ Salamander Kornwestheim-Ludwigsburg II (Berthold Daubner, Markus Malucha, Stefan Krebs, Simon Bräuchle)    | 40,73    |
| 8     | LG ASV/DSHS Köln (Philipp Imhof, Christopher Ringle, Jens Faßbender, Rasgawa Pinnock)                          | 40,87    |

Datum: 5. Juli

### 4 × 400 m Staffel
| Platz | Verein, Besetzung                                                                            | Zeit (min) |
| ----- | -------------------------------------------------------------------------------------------- | ---------- |
| 1     | SCC Berlin (Sven Buggel, Florian Seitz, Frederic Zweigner, Julian Kiwus)                     | 3:11,15    |
| 2     | TSV Friedberg-Fauerbach (Christian Klein, Florian Schwalm, Sebastian Schäfer, Michael Weber) | 3:11,82    |
| 3     | VfL Sindelfingen (Stefan Kinzy, Hannes Scharpf, Steffen Gann, Manuel Ilg)                    | 3:14,10    |
| 4     | LG Karlsruhe (Michael Kehr, Philipp Parzer, Sascha Grübel, Hauke Hein)                       | 3:20,92    |
| DNF   | LG ASV/DSHS Köln (Carlsson Howe, Christopher Irmscher, Thomas Strauch, Miguel Rigau)         |            |
| DSQ'  | LG Eintracht Frankfurt (Tilo Ruch, Falco Lausecker, Simon Wallenborn, Kamghe Gaba)           |            |

Datum: 6. Juli

### 3 × 1000 m Staffel
| Platz | Verein, Besetzung                                                                 | Zeit (min) |
| ----- | --------------------------------------------------------------------------------- | ---------- |
| 1     | LG Nord Berlin (Alexander Hudak, Franek Haschke, Carsten Schlangen)               | 7:07,27    |
| 2     | TV Wattenscheid 01 (Christian Glatting, Thorben Grothaus, Christoph Lohse)        | 7:07,53    |
| 3     | TH Laufclub Erfurt I (Andreas Freimann, Stefan Eberhardt, Georg Eberhardt)        | 7:11,37    |
| 4     | LG Olympia Dortmund (Fynn Schwiegelshohn, Christophe Chayriguet, Steffen Co)      | 7:14,64    |
| 5     | TH Laufclub Erfurt II (André Röthling, Sven Praetorius, Marcus Schöfisch)         | 7:15,03    |
| 6     | StG Team Magdeburg/Halle (Christoph Malik, Christian Gehrke, Arthur Lenz)         | 7:17,67    |
| 7     | LG Telis Finanz Regensburg (David Lorbacher, Philipp Pflieger, Sebastian Zundler) | 7:18,87    |
| 8     | LG Braunschweig (Andreas Kuhlen, Sören Ludolph, René Herms)                       | 7:20,39    |

Datum: 20. Juli
fand in Berlin im Rahmen der Deutschen Jugendmeisterschaften statt

### 10.000-m-Bahngehen
| Platz | Athlet, Verein                       | Zeit (h) |
| ----- | ------------------------------------ | -------- |
| 1     | André Höhne (SCC Berlin)             | 40:22,68 |
| 2     | Christopher Linke (SC Potsdam)       | 43:36,80 |
| 3     | Jan Albrecht (Apoldaer LV 90)        | 44:06,56 |
| 4     | Christoph Roschinsky (SCC Berlin)    | 46:40,96 |
| DNF   | Carl Dohmann (SCL -Heel Baden-Baden) |          |
| DNF   | Hannes Tonat (Erfurter LAC)          |          |

Datum: 6. Juli

### 20-km-Gehen
| Platz | Athlet, Verein                               | Zeit (h) |
| ----- | -------------------------------------------- | -------- |
| 1     | André Höhne (SCC Berlin)                     | 1:23:43  |
| 2     | Michael Schneider (LAC Quelle Fürth/München) | 1:38:47  |
| 3     | Steffen Borsch (ASV 1902 Sangerhausen)       | 1:41:05  |
| 4     | Helmut Prieler (SpVgg. Niederaichbach)       | 1:44:15  |
| 5     | Dick Gnauck (ASV 1902 Sangerhausen)          | 1:45:28  |
| 6     | Denis Franke (LAC Quelle Fürth/München)      | 1:47:45  |
| 7     | Uwe Schröter (LG Vogtland)                   | 1:47:57  |
| 8     | Frank Werner (SV Einheit 1875 Worbis)        | 1:48:36  |

Datum: 1. Juni
fand in Naumburg statt

### 20-km-Gehen, Mannschaftswertung
| Platz | Verein, Besetzung                                                          | Zeit (h) |
| ----- | -------------------------------------------------------------------------- | -------- |
| 1     | ASV 1902 Sangerhausen (Steffen Borsch, Dick Gnauck, Mario Kerber)          | 5:19:26  |
| 2     | LAC Quelle Fürth/München (Michael Schneider, Denis Franke, Alfons Schwarz) | 5:22:48  |
| 3     | SV Einheit 1875 Worbis (Frank Werner, Andreas Franke, Ronald Papst)        | 5:28:28  |
| 4     | LG Vogtland (Uwe Schröter, Stefan Werner, Dr. Winfried Bresch)             | 5:40:30  |
| 5     | SpVgg Niederaichbach (Helmut Prieler, Gerhard Langner, Georg Gerstl)       | 5:56:11  |

Datum: 1. Juni
fand in Naumburg statt
nur 5 Mannschaften in der Wertung

### 50-km-Gehen
| Platz | Athlet, Verein                               | Zeit (h) |
| ----- | -------------------------------------------- | -------- |
| 1     | Christopher Linke (SC Potsdam)               | 4:03:59  |
| 2     | Michael Schneider (LAC Quelle Fürth/München) | 4:36:57  |
| 3     | Helmut Prieler (SpVgg Niederaichbach)        | 4:40:37  |
| 4     | Dr. Winfried Bresch (LG Vogtland)            | 5:32:55  |
| DNF   | Björn Tharann (ASV 1902 Sangerhausen)        |          |
| DNF   | Uwe Schröter (LG Vogtland)                   |          |

Datum: 20. September
fand in Gleina statt
nur 6 Teilnehmer am Start

### Hochsprung
| Platz | Athlet, Verein                              | Höhe (m) |
| ----- | ------------------------------------------- | -------- |
| 1     | Raúl Spank (Dresdner SC)                    | 2,23     |
| 2     | Matthias Haverney (SC Magdeburg)            | 2,23     |
| 3     | Martin Günther (LG Eintracht Frankfurt)     | 2,23     |
| 4     | Tim Riedel (LG Euregio)                     | 2,20     |
| 5     | Matthias Franta (USC Mainz)                 | 2,17     |
| 6     | Eike Onnen (LG Hannover)                    | 2,17     |
| 7     | Roman Fricke (TSV Bayer 04 Leverkusen)      | 2,17     |
| 8     | Sebastian Kneifel (TSV Bayer 04 Leverkusen) | 2,10     |
| 8     | René Stauß (Stuttgarter Kickers)            | 2,10     |

Datum: 6. Juli

### Stabhochsprung
| Platz | Athlet, Verein                                           | Höhe (m) |
| ----- | -------------------------------------------------------- | -------- |
| 1     | Tim Lobinger (LG Stadtwerke München)                     | 5,75     |
| 2     | Danny Ecker (TSV Bayer 04 Leverkusen)                    | 5,75     |
| 3     | Raphael Holzdeppe (LAZ Zweibrücken)                      | 5,75     |
| 4     | Alexander Straub (LG Filstal)                            | 5,70     |
| 5     | Fabian Schulze (LAZ Salamander Kornwestheim-Ludwigsburg) | 5,65     |
| 6     | Björn Otto (LAV Bayer Uerdingen/Dormagen)                | 5,60     |
| 7     | Malte Mohr (TSV Bayer 04 Leverkusen)                     | 5,60     |
| 8     | Richard Spiegelburg (TSV Bayer 04 Leverkusen)            | 5,60     |

Datum: 5. Juli

### Weitsprung
| Platz | Athlet, Verein                              | Weite (m) |
| ----- | ------------------------------------------- | --------- |
| 1     | Sebastian Bayer (TSV Bayer 04 Leverkusen)   | 8,15      |
| 2     | Nils Winter (Team Referenzn. Leverkusen)    | 8,08      |
| 3     | Peter Rapp (LAV Asics Tübingen)             | 7,87      |
| 4     | Kofi Amoah Prah (LG Nike Berlin)            | 7,79      |
| 5     | Timo Kirchenberger (SCC Berlin)             | 7,65      |
| 6     | Sven Tetz (TV 1899 Gengenbach)              | 7,59      |
| 7     | Schahriar Bigdeli (TSV Bayer 04 Leverkusen) | 7,55      |
| 8     | Christian Reif (ABC Ludwigshafen)           | 7,53      |

Datum: 5. Juli

### Dreisprung
| Platz | Athlet, Verein                                     | Weite (m) |
| ----- | -------------------------------------------------- | --------- |
| 1     | Charles Friedek (Team Referenznetzwerk Leverkusen) | 16,56     |
| 2     | Andreas Pohle (ASV Erfurt)                         | 16,50     |
| 3     | Daniel Kohle (LG Ratio Münster)                    | 15,87     |
| 4     | Michael Höllwarth (LV Friedrichshafen)             | 15,36     |
| 5     | Nils Hermann (LG Nord Berlin)                      | 15,35     |
| 6     | Andreas Lechner (LAV Asics Tübingen)               | 15,25     |
| 7     | Christopher Sawatzki (SC Magdeburg)                | 15,05     |
| 8     | Rudolf Helpling (LG ASV/DSHS Köln)                 | 14,98     |

Datum: 6. Juli

### Kugelstoßen
| Platz | Athlet, Verein                          | Weite (m) |
| ----- | --------------------------------------- | --------- |
| 1     | Ralf Bartels (SC Neubrandenburg)        | 20,60     |
| 2     | Peter Sack (LAZ Leipzig)                | 20,41     |
| 3     | Sven-Eric Hahn (VfL Sindelfingen)       | 19,55     |
| 4     | Andy Dittmar (LG Ohra Hörselgas)        | 18,96     |
| 5     | Robert Dippl (LAC Quelle Fürth/München) | 18,85     |
| 6     | Detlef Bock (TV Wattenscheid 01)        | 18,58     |
| 7     | Marco Schmidt (VfL Sindelfingen)        | 18,55     |
| 8     | Julian Dobbrunz (FSV Sarstedt)          | 18,35     |

Datum: 6. Juli

### Diskuswurf
| Platz | Athlet, Verein                               | Weite (m) |
| ----- | -------------------------------------------- | --------- |
| 1     | Robert Harting (SCC Berlin)                  | 66,26     |
| 2     | Michael Möllenbeck (TV Wattenscheid 01)      | 62,98     |
| 3     | Sascha Hördt (TSG Akus Weinheim)             | 59,66     |
| 4     | Martin Wierig (SC Magdeburg)                 | 59,48     |
| 5     | Heinrich Seitz (LG Eintracht Frankfurt)      | 59,17     |
| 6     | Markus Münch (LG Wedel-Pinneberg)            | 57,32     |
| 7     | Sven-Eric Hahn (VfL Sindelfingen)            | 55,36     |
| 8     | Roman-Mark Stoutjesdijk (TV Wattenscheid 01) | 52,54     |

Datum: 5. Juli

### Hammerwurf
| Platz | Athlet, Verein                                  | Weite (m) |
| ----- | ----------------------------------------------- | --------- |
| 1     | Markus Esser (TSV Bayer 04 Leverkusen)          | 76,75     |
| 2     | Jens Rautenkranz (USC Mainz)                    | 73,22     |
| 3     | Karsten Kobs (ASC Dortmund)                     | 72,73     |
| 4     | Sergej Litvinov (LG Eintracht Frankfurt)        | 71,93     |
| 5     | Benjamin Boruschewski (TSV Bayer 04 Leverkusen) | 69,76     |
| 6     | Marcus Kahlmeyer (Hannover 96)                  | 69,19     |
| 7     | Sven Möhsner (TSV Bayer 04 Leverkusen)          | 68,80     |
| 8     | Andreas Sahner (LC asics Rehlingen)             | 68,05     |

Datum: 6. Juli

### Speerwurf
| Platz | Athlet, Verein                                           | Weite (m) |
| ----- | -------------------------------------------------------- | --------- |
| 1     | Tino Häber (LAZ Leipzig)                                 | 80,15     |
| 2     | Peter Esenwein (LAZ Salamander Kornwestheim-Ludwigsburg) | 77,22     |
| 3     | Manuel Nau (SCC Berlin)                                  | 75,32     |
| 4     | Alexander Vieweg (SV Schlau.com Saar 05 Saarbrücken)     | 75,29     |
| 5     | Tim Werner (TV Löhne-Bahnhof)                            | 75,20     |
| 6     | Stefan Wenk (VfL Sindelfingen)                           | 74,12     |
| 7     | Fabian Heinemann (SC Magdeburg)                          | 73,75     |
| 8     | Christoph Maier (LG ASV/DSHS Köln)                       | 72,34     |

Datum: 6. Juli

### Zehnkampf
| Platz | Athlet, Verein                                   | Leistung (Pkte) |
| ----- | ------------------------------------------------ | --------------- |
| 1     | Norman Müller (Hallesche Leichtathletik-Freunde) | 7720            |
| 2     | Nicolai Peselmann (TV Wattenscheid 01)           | 7428            |
| 3     | Steffen Willwacher (LG ASV/DSHS Köln)            | 7172            |
| 4     | Niklaus Roschek (asics Team Wendelstein)         | 7105            |
| 5     | Christian Büscher (DJK Frankenberg Aachen)       | 7091            |
| 6     | Stefan Preß (LG ASV/DSHS Köln)                   | 7039            |
| 7     | Matti Herrmann (SG Vorwärts Frankenberg)         | 7012            |
| 8     | Dominique Eleyth (TV Wattenscheid 01)            | 7012            |

Datum: 30./31. August
fand in Hannover statt

### Zehnkampf, Mannschaftswertung
| Platz | Verein, Besetzung                                                          | Leistung (Pkte) |
| ----- | -------------------------------------------------------------------------- | --------------- |
| 1     | TV Wattenscheid 01 (Nicolai Peselmann, Dominique Eleyth, Philipp Meyer)    | 20.265          |
| 2     | asics Team Wendelstein (Niklaus Roscheck, Tom Bechert, Christoph Roscheck) | 20.059          |

Datum: 30./31. August
fand in Hannover statt
nur 2 Teams in der Wertung

### CrosslaufMittelstrecke –3,6 km
| Platz | Athlet, Verein                              | Zeit (min) |
| ----- | ------------------------------------------- | ---------- |
| 1     | Franek Haschke (LG Nord Berlin)             | 10:45      |
| 2     | Christoph Jäckel (TSV Gräfelfing)           | 10:46      |
| 3     | Christophe Chayriguet (LG Olympia Dortmund) | 10:47      |
| 4     | Norbert Löwa (LG Nord Berlin)               | 10:48      |
| 5     | Hannes Patzke (LG Kreis Ansbach)            | 10:53      |
| 6     | Christian Biele (TH Laufclub Erfurt)        | 10:56      |
| 7     | Martin Allgeyer (LSG Aalen)                 | 11:00      |
| 8     | Simon Huckestein (SG Wenden)                | 11:01      |

Datum: 8. März
fand in Ohrdruf statt

### CrosslaufMittelstrecke –3,6 km, Mannschaftswertung
| Platz | Verein, Besetzung                                                             | Zeit (min) |
| ----- | ----------------------------------------------------------------------------- | ---------- |
| 1     | LG Nord Berlin (Franek Haschke, Norbert Löwa, Kai-Markus Kirchner)            | 32:52      |
| 2     | SG Wenden (Simon Huckestein, Niklas Bühner, Alexander Brushinski)             | 33:17      |
| 3     | LG Badenova Nordschwarzwald (Christian Lenk, Tobias Giering, Markus Giering)  | 33:19      |
| 4     | TSV Bayer 04 Leverkusen (Christian Königstein, Michael Stemmler, Michael May) | 33:53      |
| 5     | TSV Gräfelfing (Christoph Jäckel, Sebastian Heger, Benedikt Kretner)          | 34:17      |
| 6     | LG Göttingen (Knut Höhler, Till Manning, Sebastian Hanelt)                    | 34:33      |
| 7     | LAZ Leipzig (Ronny Martick, Torsten Grube, Robin Bürkle)                      | 34:38      |
| 8     | LAC Pliezhausen (Matthias Ludwig, Florian Neu, Mischa Elbeshausen)            | 34:47      |

Datum: 8. März
fand in Ohrdruf statt

### CrosslaufLangstrecke –9,9 km
| Platz | Athlet, Verein                               | Zeit (min) |
| ----- | -------------------------------------------- | ---------- |
| 1     | Stephan Hohl (TV Huchenfeld)                 | 29:41      |
| 2     | Sebastian Hallmann (LG Stadtwerke München)   | 29:59      |
| 3     | Falk Cierpinski (SG Spergau)                 | 30:09      |
| 4     | Markus Weiß-Latzko (LAV Asics Tübingen)      | 30:13      |
| 5     | Carlo Schuff (Post-Sport Telekom Trier)      | 30:20      |
| 6     | Florian Neuschwander (LG Stadtwerke München) | 30:24      |
| 7     | Alexander Lubina (TV Wattenscheid 01)        | 30:31      |
| 8     | Markus Meißgeier (LG Hof)                    | 30:33      |

Datum: 8. März
fand in Ohrdruf statt

### CrosslaufLangstrecke –9,9 km, Mannschaftswertung
| Platz | Verein, Besetzung                                                                  | Zeit (h) |
| ----- | ---------------------------------------------------------------------------------- | -------- |
| 1     | LG Stadtwerke München (Sebastian Hallmann, Florian Neuschwander, Matthias Ewender) | 1:32:08  |
| 2     | LG Passau (Stefan Paternoster, Richard Friedrich, Stefan Hohberger)                | 1:33:06  |
| 3     | TV Wattenscheid 01 (Alexander Lubina, Christian Glatting, Hendrik Bollmann)        | 1:33:08  |
| 4     | LAV Asics Tübingen (Markus Weiß-Latzko, Raphael Arnold, Gunnar Erz)                | 1:33:43  |
| 5     | TH Laufclub Erfurt (Christian Seiler, Markus Koch, Arne Leipziger)                 | 1:34:33  |
| 6     | TSV Ostheim v. d. Rhön (Manuel Stöckert, Julius Helm, Wolfgang Müller)             | 1:35:29  |
| 7     | Post-Sport Telekom Trier (Carlo Schuff, Stefan Groß, Tobias Hoffmann)              | 1:35:52  |
| 8     | TSV Kirchdorf (Dirk Schwarzbach, Thomas Bartholome, Christian Giesler)             | 1:36:21  |

Datum: 8. März
fand in Ohrdruf statt

### Berglauf–11 km
| Platz | Athlet, Verein                         | Zeit (h) |
| ----- | -------------------------------------- | -------- |
| 1     | Timo Zeiler (TSV Trochtelfingen)       | 1:00:11  |
| 2     | Markus Jenne (USC Freiburg)            | 1:01:53  |
| 3     | Josef Beha (FC Alemannia Unterkirnach) | 1:02:56  |
| 4     | Marcus Enders (SV Frankenheim)         | 1:03:09  |
| 5     | Matthias Hecktor (TuS Heltersberg)     | 1:03:43  |
| 6     | Dominik Ulrich (USC Freiburg)          | 1:04:24  |
| 7     | Andreas Biberger (LC Mittenwald)       | 1:04:36  |
| 8     | Stefan Paternoster (LG Passau)         | 1:04:57  |

Datum: 27. Juli
fand in Mittenwald statt

### Berglauf–11 km, Mannschaftswertung
| Platz | Verein, Besetzung                                                          | Zeit (h) |
| ----- | -------------------------------------------------------------------------- | -------- |
| 1     | SVO Germaringen (Martin Echtler, Thomas Bauer, Helmut Strobl)              | 3:19:43  |
| 2     | LLC Marathon Regensburg (Ralf Preißl, Marco Benz, Marco Sturm)             | 3:26:52  |
| 3     | LG Brandenkopf (Ulrich Benz, Joachim Benz, Marco Utz)                      | 3:27:10  |
| 4     | FC Alemannia Unterkirnach (Josef Beha, Meinrad Beha, Joachim Becht)        | 3:28:55  |
| 5     | SSC Hanau-Rodenbach (Homas Seibert, Thomas Bruzdziak, Julian Bähr)         | 3:33:04  |
| 6     | Post-Sport Telekom Trier (Tobias Hoffmann, Philipp Klaeren, Enrico Zenzen) | 3:34:12  |
| 7     | SV Ohmenhausen (Markus Ruopp, Michael Leibfahrt, Robert Kübel jun.)        | 3:45:57  |
| 8     | Skiclub Haag (Rolf Keller, Georg Preuß, Markus Huber)                      | 3:48:24  |

Datum: 27. Juli
fand in Mittenwald statt

## Meisterschaftsresultate Frauen

### 100 m
| Platz | Athletin, Verein                          | Zeit (s) |
| ----- | ----------------------------------------- | -------- |
| 1     | Verena Sailer (LAC Quelle Fürth/München)  | 11,28    |
| 2     | Cathleen Tschirch (LG Weserbergland)      | 11,45    |
| 3     | Anne Möllinger (MTG Mannheim)             | 11,48    |
| 4     | Marion Wagner (USC Mainz)                 | 11,54    |
| 5     | Karoline Köhler (TV Wattenscheid 01)      | 11,57    |
| 6     | Mareike Peters (TSV Bayer 04 Leverkusen)  | 11,58    |
| 7     | Katja Wakan (TV Wattenscheid 01)          | 11,60    |
| 8     | Katharina Naumann (LG Stadtwerke München) | 11,74    |

Datum: 5. Juli
Wind: – 0,8 m/s

### 200 m
| Platz | Athletin, Verein                            | Zeit (s) |
| ----- | ------------------------------------------- | -------- |
| 1     | Mareike Peters (TSV Bayer 04 Leverkusen)    | 23,62    |
| 2     | Karoline Köhler (TV Wattenscheid 01)        | 23,72    |
| 3     | Anja Wackershauser (VfL Kirchheim/Teck)     | 23,75    |
| 4     | Anja Pollmächer (LAC Erdgas Chemnitz)       | 23,78    |
| 5     | Marion Wagner (USC Mainz)                   | 23,92    |
| 6     | Maren Schulze (LG Nord Berlin)              | 23,98    |
| 7     | Diana Webert (SV Halle)                     | 24,12    |
| 8     | Anne-Kathrin Elbe (TSV Bayer 04 Leverkusen) | 24,32    |

Datum: 6. Juli
Wind: ±0,0 m/s

### 400 m
| Platz | Athletin, Verein                               | Zeit (s) |
| ----- | ---------------------------------------------- | -------- |
| 1     | Claudia Hoffmann (SC Potsdam)                  | 52,12    |
| 2     | Florence Ekpo-Umoh (Erfurter LAC)              | 52,32    |
| 3     | Sorina Nwachukwu (TSV Bayer 04 Leverkusen)     | 52,64    |
| 4     | Janin Lindenberg (LG Nike Berlin)              | 52,98    |
| 5     | Sylvia Semkowicz (LG Rhein-Wied)               | 53,52    |
| 6     | Claudia Marx (Erfurter LAC)                    | 53,54    |
| 7     | Maria Steinberg (SC Magdeburg)                 | 54,06    |
| 8     | Caroline Dieckhörner (TSV Bayer 04 Leverkusen) | 54,60    |

Datum: 6. Juli

### 800 m
| Platz | Athletin, Verein                            | Zeit (min) |
| ----- | ------------------------------------------- | ---------- |
| 1     | Jana Hartmann (LG Olympia Dortmund)         |            |
| 2     | Monika Gradzki (TV Wattenscheid 01)         |            |
| 3     | Annett Horna (TSV Bayer 04 Leverkusen)      |            |
| 4     | Katrin Trauth (SC Potsdam)                  |            |
| 5     | Anja Claußnitzer (LAC Erdgas Chemnitz)      |            |
| 6     | Janina Goldfuß (TV Wattenscheid 01)         |            |
| 7     | Corinna Harrer (LG Telis Finanz Regensburg) |            |
| 8     | Sabine Bachmann (USC Mainz)                 |            |

Datum: 6. Juli
Wegen einer technischen Panne fiel die Zeitnahme aus.

### 1500 m
| Platz | Athletin, Verein                         | Zeit (min) |
| ----- | ---------------------------------------- | ---------- |
| 1     | Denise Krebs (TV Wattenscheid 01)        | 4:22,23    |
| 2     | Katrin Trauth (SC Potsdam)               | 4:22,46    |
| 3     | Agata Strausa (SC Potsdam)               | 4:24,73    |
| 4     | Kristina Schadt (TSG Heilbronn)          | 4:24,78    |
| 5     | Sigrid Bühler (TV Waldstraße Wiesbaden)  | 4:25,24    |
| 6     | Saskia Janssen (TSV Bayer 04 Leverkusen) | 4:25,70    |
| 7     | Julia Lange (Hamburger SV)               | 4:25,90    |
| 8     | Veronika Pohl (LG ASV/DSHS Köln)         | 4:26,74    |

Datum: 6. Juli

### 5000 m
| Platz | Athletin, Verein                                 | Zeit (min) |
| ----- | ------------------------------------------------ | ---------- |
| 1     | Sabrina Mockenhaupt (Kölner Verein für Marathon) | 15:38,33   |
| 2     | Ingalena Heuck (LG Stadtwerke München)           | 16:35,93   |
| 3     | Birte Bultmann (TV Wattenscheid 01)              | 16:37,77   |
| 4     | Heike Bienstein (LG Olympia Dortmund)            | 16:38,18   |
| 5     | Veronika Ulrich (LG Telis Finanz Regensburg)     | 16:52,69   |
| 6     | Susi Lutz (LG Telis Finanz Regensburg)           | 16:52,98   |
| 7     | Julia Viellehner (LG Passau)                     | 16:55,68   |
| 8     | Carmen Siewert (Greifswalder SV)                 | 16:57,23   |

Datum: 5. Juli

### 10.000 m
| Platz | Athletin, Verein                       | Zeit (min) |
| ----- | -------------------------------------- | ---------- |
| 1     | Irina Mikitenko (TV Wattenscheid 01)   | 31:57,71   |
| 2     | Simret Restle (LG Eintracht Frankfurt) | 33:30,31   |
| 3     | Ingalena Heuck (LG Stadtwerke München) | 34:43,07   |
| 4     | Heike Bienstein (LG Olympia Dortmund)  | 34:43,53   |
| 5     | Julia Viellehner (LG Passau)           | 34:58,69   |
| 6     | Kristina Bokern (ESV Münster)          | 35:11,78   |
| 7     | Melanie Schulz (TH Laufclub Erfurt)    | 35:14,60   |
| 8     | Ursula Gatzweiler (LG ASV/DSHS Köln)   | 36:56,47   |

Datum: 3. Mai
fand in Menden statt

### 10-km-Straßenlauf
| Platz | Athletin, Verein                                 | Zeit (min) |
| ----- | ------------------------------------------------ | ---------- |
| 1     | Irina Mikitenko (TV Wattenscheid 01)             | 30:57      |
| 2     | Sabrina Mockenhaupt (Kölner Verein für Marathon) | 31:50      |
| 3     | Susanne Hahn (SV Schlau.com Saar 05 Saarbrücken) | 32:53      |
| 4     | Julia Viellehner (LG Passau)                     | 34:19      |
| 5     | Birte Bultmann (TV Wattenscheid 01)              | 34:23      |
| 6     | Bernadette Pichlmaier (LAG Mittlere Isar)        | 34:46      |
| 7     | Simone Maissenbacher (LSG Karlsruhe)             | 34:52      |
| 8     | Ingalena Heuck (LG Stadtwerke München)           | 34:57      |

Datum: 13. September
fand in Karlsruhe statt

### 10-km-Straßenlauf, Mannschaftswertung
| Platz | Verein, Besetzung                                                                 | Zeit (h) |
| ----- | --------------------------------------------------------------------------------- | -------- |
| 1     | TV Wattenscheid 01 (Irina Mikitenko, Birte Bultmann, Janina Goldfuß)              | 1:43:14  |
| 2     | SV Schlau.com Saar 05 Saarbrücken (Susanne Hahn, Kerstin Alaimo, Sandra Altmeyer) | 1:48:09  |
| 3     | LAV Asics Tübingen (Mira Glocker, Sabine Österle, Frankziska Pfeifer)             | 1:48:42  |
| 4     | PSV Grün-Weiß Kassel (Stefanie Wiesmair, Anna Hahner, Lisa Hahner)                | 1:50:23  |
| 5     | LG Telis Finanz Regensburg (Melanie Hohenester, Katharina Kaufmann, Susi Lutz)    | 1:50:58  |
| 6     | TV Waldstraße Wiesbaden (Sigrid Bühler, Christina Walloch, Sonja Reiser)          | 1:51:24  |
| 7     | LSG Karlsruhe (Simone Maissenbacher, Ulrike Hoeltz, Valerie Knopf)                | 1:51:36  |
| 8     | LG Eintracht Frankfurt (Katharina Heinig, Natascha Schmitt, Katharina Grohmann)   | 1:52:37  |

Datum: 13. September
fand in Karlsruhe statt

### Halbmarathon
| Platz | Athletin, Verein                                 | Zeit (h) |
| ----- | ------------------------------------------------ | -------- |
| 1     | Susanne Hahn (SV Schlau.com Saar 05 Saarbrücken) | 1:13:04  |
| 2     | Julia Viellehner (LG Passau)                     | 1:14:03  |
| 3     | Anke Tiedemann (SG TSV Kronshagen/Kieler TB)     | 1:16:41  |
| 4     | Veronika Ulrich (LG Telis Finanz Regensburg)     | 1:16:50  |
| 5     | Simone Maissenbacher (LSG Karlsruhe)             | 1:16:53  |
| 6     | Melanie Schulz (TH Laufclub Erfurt)              | 1:18:02  |
| 7     | Melanie Hohenester (LG Telis Finanz Regensburg)  | 1:19:07  |
| 8     | Bernadette Pichlmaier (LAG Mittlere Isar)        | 1:19:18  |

Datum: 6. April
fand in Calw statt

### Halbmarathon, Mannschaftswertung
| Platz | Verein, Besetzung                                                               | Zeit (h) |
| ----- | ------------------------------------------------------------------------------- | -------- |
| 1     | LG Telis Finanz Regensburg (Veronika Ulrich, Melanie Hohenester, Monika Hirt)   | 3:55:48  |
| 2     | SV Schlau.com Saar 05 Saarbrücken (Susanne Hahn, Marion Jakobs, Ulrike Hille)   | 4:02:40  |
| 3     | SG TSV Kronshagen/Kieler TB (Anke Tiedemann, Verena Becker, Christine Dörscher) | 4:16:09  |
| 4     | TSG Heilbronn (Kathrin Willmek, Manuela Molz, Manuela Zipse)                    | 4:16:44  |
| 5     | TG Viktoria Augsburg (Julia Weniger, Marion Hofmann, Heike Unger)               | 4:20:08  |
| 6     | Spiridon Frankfurt (Birgitt Bohn, Dr. Viera Böhler, Petra Seibert)              | 4:21:54  |
| 7     | LSG Karlsruhe (Simone Maissenbacher, Ulrike Hoeltz, Irene Hofmann)              | 4:22:37  |
| 8     | ASC Rosellen/Neuss (Angela Müller, Tanja Wimmer, Ute Jenke)                     | 4:28:53  |

Datum: 6. April
fand in Calw statt

### Marathon
| Platz | Athletin, Verein                                 | Zeit (h) |
| ----- | ------------------------------------------------ | -------- |
| 1     | Susanne Hahn (SV Schlau.com Saar 05 Saarbrücken) | 2:29:33  |
| 2     | Birgitt Bohn (Spiridon Frankfurt)                | 2:43:06  |
| 3     | Bernadette Pichlmaier (LAG Mittlere Isar)        | 2:55:11  |
| 4     | Victoria Willcox-Heidner (LC Solbad Ravensberg)  | 2:55:11  |
| 5     | Josefa Matheis (TSG Eisenberg)                   | 2:55:27  |
| 6     | Ilona Pfeiffer (LC Solbad Ravensberg)            | 2:57:14  |
| 7     | Meike Wallow (SF Blau-Gelb Marburg)              | 3:01:14  |
| 8     | Inge Dilger (FTSV 1922 Straubing)                | 3:03:25  |

Datum: 4. Mai
fand im Rahmen des Gutenberg-Marathons in Mainz statt

### Marathon, Mannschaftswertung
| Platz | Verein, Besetzung                                                                    | Zeit (h) |
| ----- | ------------------------------------------------------------------------------------ | -------- |
| 1     | SV Schlau.com Saar 05 Saarbrücken I (Susanne Hahn, Susanne Trenz, Ulrike Hille)      | 08:55:53 |
| 2     | LC Solbad Ravensberg (Victoria Willcox-Heidner, Ilona Pfeiffer, Antje Strothmann)    | 08:56:59 |
| 3     | Spiridon Frankfurt (Birgitt Bohn, Dr. Viera Böhler, Nicole Bornhütter)               | 09:03:43 |
| 4     | LSF Münster (Sabine Knothe, Anne Holtkötter, Hannelore Horst)                        | 09:46:03 |
| 5     | ETSV Lauda (Angelika Hofmann, Barbara Keller, Renate Hoch-Stirnkorb)                 | 09:58:05 |
| 6     | SUS Schalke 96 (Sybille Möllensiep, Dagmar Müller, Tanja Janßen)                     | 10:12:56 |
| 7     | SV Schlau.com Saar 05 Saarbrücken II (Sybille Becker, Monika Engstler, Heike Sausen) | 10:32:43 |
| 8     | TSV Obervorschütz (Conchita Welker, Jutta Schang-Schild, Karin Schlecht)             | 10:36:38 |

Datum: 4. Mai
fand im Rahmen des Gutenberg-Marathons in Mainz stat

### 100-km-Straßenlauf
| Platz | Athletin, Verein                                       | Zeit (h) |
| ----- | ------------------------------------------------------ | -------- |
| 1     | Branka Hajek (LAZ Salamander Kornwestheim-Ludwigsburg) | 8:10:38  |
| 2     | Dorothea Frey (Eichenkreuz Schwaikheim)                | 8:16:36  |
| 3     | Barbara Mallmann (LG Ahlen)                            | 8:27:18  |
| 4     | Antje Schuhaj (TV Jahn Kempten)                        | 8:28:59  |
| 5     | Marion Braun (SV Germania Eicherscheid)                | 8:33:27  |
| 6     | Ulrike Steeger (LG Bonn/Troisdorf/Niederkassel)        | 8:40:28  |
| 7     | Carmen Hildebrand (SSC Hanau-Rodenbach)                | 8:41:44  |
| 8     | Monika Belau (Harburger SC)                            | 8:42:18  |

Datum: 5. April
fand in Kienbaum statt

### 100-km-Straßenlauf, Mannschaftswertung
| Platz | Verein, Besetzung                                                | Zeit (h) |
| ----- | ---------------------------------------------------------------- | -------- |
| 1     | TV Jahn Kempten (Antje Schuhaj, Barbara Guranti, Simone Philipp) | 27:57:04 |

Datum: 5. April
fand in Kienbaum statt
nur 1 Mannschaft in der Wertung

### 100 m Hürden
| Platz | Athletin, Verein                                            | Zeit (s) |
| ----- | ----------------------------------------------------------- | -------- |
| 1     | Carolin Nytra (Bremer LT)                                   | 12,87    |
| 2     | Nadine Hildebrand (LAZ Salamander Kornwestheim-Ludwigsburg) | 13,08    |
| 3     | Anne-Kathrin Elbe (TSV Bayer 04 Leverkusen)                 | 13,12    |
| 4     | Stephanie Lichtl (LAZ Salamander Kornwestheim-Ludwigsburg)  | 13,24    |
| 5     | Anne Marchewski (SC Potsdam)                                | 13,63    |
| 6     | Jennifer Oeser (TSV Bayer 04 Leverkusen)                    | 13,65    |
| 7     | Pamela Spindler (LG Telis Finanz Regensburg)                | 13,66    |
| DNF   | Annette Funck (Hannover 96)                                 |          |

Datum: 5. Juli
Wind: ±0,0 m/s

### 400 m Hürden
| Platz | Athletin, Verein                              | Zeit        |
| ----- | --------------------------------------------- | ----------- |
| 1     | Jonna Tilgner (Bremer LT)                     | 0055,73 s00 |
| 2     | Tina Kron (SV Schlau.com Saar 05 Saarbrücken) | 0057,11 s00 |
| 3     | Claudia Wehrsen (TSV Bayer 04 Leverkusen)     | 0058,00 s00 |
| 4     | Maren Schott (TSV Bayer 04 Leverkusen)        | 0058,00 s00 |
| 5     | Jill Richards (SCC Berlin)                    | 0058,83 s00 |
| 6     | Frederike Schönfeld (TG Camberg)              | 0059,10 s00 |
| 7     | Cornelia Moll (LG Karlsruhe)                  | 1:00,78 min |
| 8     | Laetitia Müller (LG Meckenheim)               | 1:01,36 min |

Datum: 6. Juli

### 3000 m Hindernis
| Platz | Athletin, Verein                        | Zeit (min) |
| ----- | --------------------------------------- | ---------- |
| 1     | Antje Möldner (SC Potsdam)              | 9:50,05    |
| 2     | Julia Hiller (LAC Quelle Fürth/München) | 10:07,65   |
| 3     | Verena Dreier (LG Sieg)                 | 10:12,52   |
| 4     | Sanaa Koubaa (LG Hilden)                | 10:17,92   |
| 5     | Carolin Lang (LC Rothaus Breisgau)      | 10:23,88   |
| 6     | Corinna Nuber (TSG Heilbronn)           | 10:25,68   |
| 7     | Natalie Buchfelder (MTV Ingolstadt)     | 11:00,88   |
| DNF   | Simret Restle (LG Eintracht Frankfurt)  |            |

Datum: 6. Juli

### 4 × 100 m Staffel
| Platz | Verein, Besetzung                                                                                | Zeit (s) |
| ----- | ------------------------------------------------------------------------------------------------ | -------- |
| 1     | LG Weserbergland (Nina Giebel, Cathleen Tschirch, Jala Gangnus, Nicole Marahrens)                | 44,28    |
| 2     | TV Wattenscheid 01 (Karoline Köhler, Katja Wakan, Esther Cremer, Sosthene Moguenara)             | 44,63    |
| 3     | LAC Quelle Fürth/München (Anja Wurm, Verena Sailer, Martha Koj, Ecaterina Slizevschi)            | 44,65    |
| 4     | StG Team Magdeburg/Halle (Theresia Strecker, Katja Börner, Isabel Galander, Maria Steinberg)     | 44,73    |
| 5     | MTG Mannheim (Nicole Knapp, Anne Möllinger, Johanna Kedzierski, Isabel Thielmann)                | 44,95    |
| 6     | LG Olympia Dortmund (Johanna Kokott, Katchi Habel, Maike Dix, Nora Bäcker)                       | 44,99    |
| 7     | TSV Bayer 04 Leverkusen (Anne-Kathrin Elbe, Lisette-Josefine Thöne, Mareike Peters, Angela Dies) | 45,07    |
| 8     | LG Stadtwerke München (Julia Rüdiger, Katharina Naumann, Franziska Bertenbreiter, Laura Stronk)  | 45,34    |

Datum: 5. Juli

### 4 × 400 m Staffel
| Platz | Verein, Besetzung                                                                             | Zeit (min) |
| ----- | --------------------------------------------------------------------------------------------- | ---------- |
| 1     | TSV Bayer 04 Leverkusen (Caroline Dieckhöner, Maren Schott, Annett Horna, Sorina Nwachukwu)   | 3:40,94    |
| 2     | USC Mainz (Stefanie Gubitz, Jessica Hochhaus, Gloria Metzler, Maral Feizbakhsh)               | 3:40,03    |
| 3     | LG Rhein-Wied (Rebekka Kramer, Annika Schmitt, Sylvia Semkowicz, Clara Küpper)                | 3:44,26    |
| 4     | LG Karlsruhe (Lena Wink, Liesa Katharina Hoppe, Larissa Kaufmann, Cornelia Moll)              | 3:44,87    |
| 5     | StG Team Magdeburg/Halle (Franziska Büttner, Diana Webert, Katja Börner, Maria Steinberg)     | 3:46,01    |
| 6     | TSV Friedberg-Fauerbach (Andrea Assmann, Wiebke Ullmann, Bianca Schmid, Katharina Trompetter) | 3:48,66    |
| 7     | LG Kindelsberg Kreuztal (Anne Hintermaier, Ayodele Buraimoh, Janine Huber, Katja Schönfelder) | 3:49,65    |
| 8     | LAC Quelle Fürth/München (Sandra Keil, Nina Maria Ludwig, Sabine Meyer, Kersten Flore)        | 3:50,17    |

Datum: 6. Juli

### 3 × 800 m Staffel
| Platz | Verein, Besetzung                                                            | Zeit (min) |
| ----- | ---------------------------------------------------------------------------- | ---------- |
| 1     | TSV Bayer 04 Leverkusen (Saskia Janssen, Kerstin Marxen, Annett Horna)       | 6:26,19    |
| 2     | TV Wattenscheid 01 (Birte Bultmann, Janina Goldfuß, Denise Krebs)            | 6:29,66    |
| 3     | LG Karlsruhe (Liesa Katharina Hoppe, Cornelia Moll, Carolin Walter)          | 6:29,97    |
| 4     | LAC Quelle Fürth/München (Julia Hiller, Kersten Flore, Sandra Keil)          | 6:30,03    |
| 5     | LG Olympia Dortmund (Mira Räker, Sandra Schulz, Jana Hartmann)               | 6:33,32    |
| 6     | LG Hannover (Gwendolyn Mewes, Beke Buhr, Lisa Seeger)                        | 6:43,90    |
| 7     | Hamburger SV (Carolin Wendel, Lisa Lewin, Julia Lange)                       | 6:43,94    |
| 8     | LG Telis Finanz Regensburg (Katharina Zeitler, Susi Lutz, Christiane Danner) | 6:44,67    |

Datum: 20. Juli
fand in Berlin im Rahmen der Deutschen Jugendmeisterschaften statt

### 5000-m-Bahngehen
| Platz | Athletin, Verein                      | Zeit (min) |
| ----- | ------------------------------------- | ---------- |
| 1     | Melanie Seeger (SC Potsdam)           | 21:22,70   |
| 2     | Sabine Zimmer (TV Wattenscheid 01)    | 21:34,63   |
| 3     | Christin Elß (SC Potsdam)             | 24:08,53   |
| 4     | Jenny Grasse (Erfurter LAC)           | 24:30,47   |
| 5     | Maja Landmann (LC Rothaus Breisgau)   | 25:34,88   |
| 6     | Ulrike Sander (SCL -Heel Baden-Baden) | 27:18,46   |

Datum: 6. Juli

### 20-km-Gehen
| Platz | Athletin, Verein                      | Zeit (h) |
| ----- | ------------------------------------- | -------- |
| 1     | Sabine Zimmer (TV Wattenscheid 01)    | 1:31:38  |
| 2     | Melanie Seeger (SC Potsdam)           | 1:31:57  |
| 3     | Maja Landmann (LC Rothaus Breisgau)   | 1:50:50  |
| 4     | Karen Böhme (LG Süd Berlin)           | 1:54:34  |
| 5     | Ulrike Sander (SCL -Heel Baden-Baden) | 1:59:52  |
| 6     | Brit Schröter (LG Vogtland)           | 2:02:36  |
| 7     | Yvonne Markgraf (LG Süd Berlin)       | 2:04:30  |
| 8     | Silvia Wälde (TV Biberach)            | 2:06:21  |

Datum: 1. Juni
fand in Naumburg statt

### 20-km-Gehen, Mannschaftswertung
| Platz | Verein, Besetzung                                          | Zeit (h) |
| ----- | ---------------------------------------------------------- | -------- |
| 1     | LG Süd Berlin (Karen Böhme, Yvonne Markgraf, Claudia Otte) | 6:32:38  |
| 2     | TV Biberach (Silvia Wälde, Claudia Moser, Marita Echle)    | 6:35:58  |

Datum: 1. Juni
fand in Naumburg statt
nur 2 Mannschaften in der Wertung

### Hochsprung
| Platz | Athletin, Verein                          | Höhe (m) |
| ----- | ----------------------------------------- | -------- |
| 1     | Ariane Friedrich (LG Eintracht Frankfurt) | 2,00     |
| 2     | Annett Engel (SC Potsdam)                 | 1,87     |
| 3     | Meike Kröger (LG Nord Berlin)             | 1,87     |
| 4     | Aileen Herrmann (Berliner SV 1892)        | 1,87     |
| 5     | Jennifer Klein (MTG Mannheim)             | 1,84     |
| 6     | Daniela Rath (Hamburger SV)               | 1,84     |
| 7     | Julia Wanner (LAC Berlin)                 | 1,84     |
| 8     | Julia Hartmann (TSV Bayer 04 Leverkusen)  | 1,84     |

Datum: 5. Juli

### Stabhochsprung
| Platz | Athletin, Verein                                    | Höhe (m) |
| ----- | --------------------------------------------------- | -------- |
| 1     | Carolin Hingst (USC Mainz)                          | 4,55     |
| 2     | Anastasija Reiberger, geb. Ryzih (ABC Ludwigshafen) | 4,50     |
| 3     | Silke Spiegelburg (TSV Bayer 04 Leverkusen)         | 4,50     |
| 4     | Kristina Gadschiew (LAZ Zweibrücken)                | 4,40     |
| 5     | Lisa Ryzih (ABC Ludwigshafen)                       | 4,40     |
| 6     | Martina Strutz (SG Dynamo Schwerin)                 | 4,35     |
| 7     | Denise von Eynatten (LG Leinfelden-Echterdingen)    | 4,25     |
| 8     | Anna Schultze (LG Filstal)                          | 4,15     |

Datum: 6. Juli

### Weitsprung
| Platz | Athletin, Verein                         | Weite (m) |
| ----- | ---------------------------------------- | --------- |
| 1     | Sophie Krauel (TuS Jena)                 | 6,40      |
| 2     | Kathrin van Bühren (Kevelaerer SV)       | 6,30      |
| 3     | Angela Dies (TSV Bayer 04 Leverkusen)    | 6,28      |
| 4     | Romy Gürbig (Erfurter LAC)               | 6,26      |
| 5     | Claudia Tonn (LC Paderborn)              | 6,23      |
| 6     | Sosthene Moguenara (TV Wattenscheid 01)  | 6,22      |
| 7     | Melanie Bauschke (LG Nike Berlin)        | 6,21      |
| 8     | Sonja Kesselschläger (SC Neubrandenburg) | 6,15      |

Datum: 6. Juli

### Dreisprung
| Platz | Athletin, Verein                                | Weite (m) |
| ----- | ----------------------------------------------- | --------- |
| 1     | Katja Demut (TuS Jena)                          | 13,87     |
| 2     | Katharina Schreck (Turnerschaft Herzogenaurach) | 13,67     |
| 3     | Ekaterina Menne (LC Paderborn)                  | 13,28     |
| 4     | Pia Dürr (MTG Mannheim)                         | 13,07     |
| 5     | Eva Linnenbaum (TuS Neuenhaus)                  | 13,04     |
| 6     | Annelie Schrader (MTV Ingolstadt)               | 12,98     |
| 7     | Marianne Schlachter (LG Hohenfels)              | 12,97     |
| 8     | Anja Winter (LG Ohra Hörselgas)                 | 12,87     |

Datum: 5. Juli

### Kugelstoßen
| Platz | Athletin, Verein                       | Weite (m) |
| ----- | -------------------------------------- | --------- |
| 1     | Nadine Kleinert (SC Magdeburg)         | 19,67     |
| 2     | Christina Schwanitz (SV Neckarsulm)    | 19,03     |
| 3     | Denise Hinrichs (TV Wattenscheid 01)   | 18,60     |
| 4     | Josephine Terlecki (LG Ohra Hörselgas) | 17,82     |
| 5     | Julia Mächtig (SC Neubrandenburg)      | 15,49     |
| 6     | Samira Burkhardt (VfL Sindelfingen)    | 15,37     |
| 7     | Mara Dörner (LAZ Leipzig)              | 15,15     |
| 8     | Annika Suthe (TSV Bayer 04 Leverkusen) | 15,10     |

Datum: 5. Juli

### Diskuswurf
| Platz | Athletin, Verein                                 | Weite (m) |
| ----- | ------------------------------------------------ | --------- |
| 1     | Sabine Rumpf (LSG Goldener Grund)                | 57,50     |
| 2     | Nadine Müller (Hallesche Leichtathletik-Freunde) | 57,43     |
| 3     | Ulrike Giesa (LAC Quelle Fürth/München)          | 55,59     |
| 4     | Jessica Kolotzei (LG Nord Berlin)                | 55,47     |
| 5     | Julia Bremser (LSG Goldener Grund)               | 55,14     |
| 6     | Heike Koderisch (SC Magdeburg)                   | 52,37     |
| 7     | Kristina Gehrig (LAZ Kreis Würzburg)             | 48,61     |
| 8     | Marie-Christin Lehm (Greifswalder SV)            | 46,94     |

Datum: 6. Juli

### Hammerwurf
| Platz | Athletin, Verein                              | Weite (m) |
| ----- | --------------------------------------------- | --------- |
| 1     | Betty Heidler (LG Eintracht Frankfurt)        | 68,64     |
| 2     | Andrea Bunjes (LG Eintracht Frankfurt)        | 64,00     |
| 3     | Simone Mathes (LAZ Puma Troisdorf/Siegburg)   | 63,85     |
| 4     | Kirsten Münchow (TuS Eintracht Minden)        | 63,35     |
| 5     | Bianca Achilles (TuS Sythen)                  | 61,08     |
| 6     | Joana Hahn (TV St. Wendel)                    | 59,46     |
| 7     | Daniela Manz (LG Bonn Troisdorf/Niederkassel) | 57,44     |
| 8     | Nathalie Rheder (Grün-Weiß Bad Gandersheim)   | 57,13     |

Datum: 5. Juli

### Speerwurf
| Platz | Athletin, Verein                                      | Weite (m) |
| ----- | ----------------------------------------------------- | --------- |
| 1     | Christina Obergföll (LG Offenburg)                    | 62,18     |
| 2     | Steffi Nerius (TSV Bayer 04 Leverkusen)               | 61,91     |
| 3     | Linda Stahl (TSV Bayer 04 Leverkusen)                 | 60,18     |
| 4     | Katharina Molitor (TSV Bayer 04 Leverkusen)           | 59,02     |
| 5     | Esther Eisenlauer (SV Schlau.com Saar 05 Saarbrücken) | 54,18     |
| 6     | Stefanie Hessler (SV Schlau.com Saar 05 Saarbrücken)  | 53,82     |
| 7     | Franziska Krebs (SCC Berlin)                          | 53,47     |
| 8     | Sandra Schaffarzik (ESV Nürnberg Rangierbahnhof)      | 53,21     |

Datum: 5. Juli

### Siebenkampf
| Platz | Athletin, Verein                         | Leistung (Pkte) |
| ----- | ---------------------------------------- | --------------- |
| 1     | Maike Goldkuhle (LG ASV/DSHS Köln)       | 5630            |
| 2     | Katja Keller (LG Nike Berlin)            | 5471            |
| 3     | Annelie Schrader (MTV Ingolstadt)        | 5380            |
| 4     | Mareike Witt (LG Delmenhorst/Diepholz)   | 5226            |
| 5     | Cornelia Moll (LG Karlsruhe)             | 4946            |
| 6     | Anna Schmidt (TuS Breckerfeld)           | 4772            |
| 7     | Christina Hunneshagen (LG ASV/DSHS Köln) | 4762            |
| 8     | Susanne Alletsee (TSV Schwabmünchen)     | 4726            |

Datum: 30./31. August
fand in Hannover statt

### Siebenkampf, Mannschaftswertung
| Platz | Verein, Besetzung                                                            | Leistung (Pkte) |
| ----- | ---------------------------------------------------------------------------- | --------------- |
| 1     | LG ASV/DSHS Köln (Maike Goldkuhle, Christina Hunneshagen, Kerstin Heinen)    | 15.036          |
| 2     | LG Eintracht Frankfurt (Xenia Atschkinadze, Nicola Herrlitz, Silke Bachmann) | 14.217          |
| 3     | TSV Bayer 04 Leverkusen (Iris Gehrke, Frauke Borscheid, Marita Segin)        | 13.017          |
| 4     | LA Team Saar (Valerie Gal, Ricarda Kohler, Svenja Altmeyer)                  | 12.097          |
| 5     | TV Wattenscheid 01 (Inga Stöber, Saskia Stephani Kropp, Kristina Knocks)     | 10.198          |
| 6     | LC Rothaus Breisgau (Judith Haag, Anna Haag, Linda Fiedler)                  | 9.977           |

Datum: 30./31. August
fand in Hannover statt
nur 6 Teams in der Wertung

### Crosslauf–4,9 km
| Platz | Athletin, Verein                                 | Zeit (min) |
| ----- | ------------------------------------------------ | ---------- |
| 1     | Sabrina Mockenhaupt (Kölner Verein für Marathon) | 15:59      |
| 2     | Susanne Hahn (SV Schlau.com Saar 05 Saarbrücken) | 16:10      |
| 3     | Julia Viellehner (LG Passau)                     | 16:15      |
| 4     | Ulrike Maisch (1. LAV Rostock)                   | 16:50      |
| 5     | Verena Dreier (LG Sieg)                          | 16:52      |
| 6     | Christiane Pilz (1. LAV Rostock)                 | 16:56      |
| 7     | Saskia Janssen (TSV Bayer 04 Leverkusen)         | 17:13      |
| 8     | Sigrid Bühler (TV Waldstraße Wiesbaden)          | 17:32      |

Datum: 8. März
fand in Ohrdruf statt

### Crosslauf–4,9 km, Mannschaftswertung
| Platz | Verein, Besetzung                                                                  | Zeit (min) |
| ----- | ---------------------------------------------------------------------------------- | ---------- |
| 1     | 1. LAV Rostock (Ulrike Maisch, Christiane Pilz, Katharina Splinter)                | 51:29      |
| 2     | LG Telis Finanz Regensburg (Veronika Ulrich, Susi Lutz, Christiane Danner)         | 52:47      |
| 3     | TSG Heilbronn (Corinna Nuber, Kristina Schadt, Manuela Molz)                       | 54:03      |
| 4     | PSV Grün-Weiß Kassel (Stefanie Wiesmair, Ellen Weber, Anna Hahner)                 | 54:58      |
| 5     | SV Schlau.com Saar 05 Saarbrücken (Susanne Hahn, Marion Jakobs, Lena von Dietman)  | 55:12      |
| 6     | LAC Quelle Fürth/München (Juliane Becker, Silke Bittel, Uta Schäfer)               | 55:17      |
| 7     | TV Waldstraße Wiesbaden (Sigrid Bühler, Sonja Reiser, Doreen Scholz)               | 55:34      |
| 8     | ASC 1990 Breidenbach (Jana Stefanie Hirschhäuser, Sonja Kiefer, Franziska Espeter) | 56:23      |

Datum: 8. März
fand in Ohrdruf statt

### Berglauf–11 km
| Platz | Athletin, Verein                             | Zeit (h) |
| ----- | -------------------------------------------- | -------- |
| 1     | Marie-Luise Heilig-Duventäster (LG Welfen)   | 1:15:28  |
| 2     | Veronika Ulrich (LG Telis Finanz Regensburg) | 1:15:34  |
| 3     | Lisa Reisinger (SSC Hanau-Rodenbach)         | 1:17:31  |
| 4     | Britta Müller (LG Badenova Nordschwarzwald)  | 1:17:58  |
| 5     | Kerstin Straub (SSC Hanau-Rodenbach)         | 1:18:31  |
| 6     | Carolin Tuch (LAC Erdgas Chemnitz)           | 1:19:08  |
| 7     | Ellen Clemens (LG Telis Finanz Regensburg)   | 1:19:28  |
| 8     | Sabrina Prager (LG Passau)                   | 1:19:46  |

Datum: 27. Juli
fand in Mittenwald statt

### Berglauf–11 km, Mannschaftswertung
| Platz | Verein, Besetzung                                                         | Zeit (h) |
| ----- | ------------------------------------------------------------------------- | -------- |
| 1     | SSC Hanau-Rodenbach (Lisa Reisinger, Kerstin Straub, Anine Hell)          | 3:58:07  |
| 2     | LG Telis Finanz Regensburg (Veronika Ulrich, Ellen Clemens, Monika Hirt)  | 3:59:25  |
| 3     | ASC Rosellen/Neuss 1 (Stefanie Buss, Angela Müller, Tanja Wimmer)         | 4:15:36  |
| 4     | ASC 1990 Breidenbach (Sonja Kiefer, Franziska Espeter, Katharina Schmitt) | 4:53:27  |
| 5     | ASC Rosellen/Neuss 2 (Ute Jenke, Nina Wimmer, Kirsten Brandenburger)      | 5:01:36  |

Datum: 27. Juli
fand in Mittenwald statt
nur 5 Mannschaften in der Wertung

## Videolinks
- 100m Finale (Frauen) Deutsche Meisterschaften Nürnberg 2008, youtube.com, abgerufen am 25. April 2021
- 200m Damen Finale Deutsche Meisterschaften Nürnberg 2008, youtube.com, abgerufen am 25. April 2021